# Mandy Pfeifer
Mandy Pfeifer (geboren am 12. Juli 1977 in Güstrow) ist eine deutsche Politikerin der Sozialdemokratischen Partei Deutschlands (SPD). Seit 2021 ist sie Abgeordnete des Landtags von Mecklenburg-Vorpommern.

## Leben
Sie wuchs in Schwerin auf und absolvierte nach dem Abitur eine Ausbildung als Bürokauffrau bei der WEMAG, einem Energieversorger mit Sitz in Schwerin, absolviert. Anschließend studierte sie Management sozialer Dienstleistungen in Wismar. Seit 2008 arbeitet Pfeifer im Ministerium für Soziales, Integration und Gleichstellung des Landes Mecklenburg-Vorpommern, zuletzt in der Koordinierungsstelle Kabinett und Landtagsangelegenheiten, Bundesrat.

## Politik
Mandy Pfeifer kandidierte im Jahr 2019 für die Stadtvertretung Schwerin und ist seit dem Herbst 2020 Vorsitzende der örtlichen SPD-Fraktion.
Bei der Landtagswahl 2021 trat Mandy Pfeifer im Landtagswahlkreis Schwerin II an, gewann diesen mit 38,6 Prozent der Erststimmen (6892 Stimmen) und vertritt damit den Wahlkreis im 8. Landtag.